# Maksim Braun
Maksim Braun (cirillico Максим Браун; Pavlodar, 16 aprile 1993) è un ex biatleta kazako.

## Biografia
Maksim Braun, attivo dalla stagione 2010-2011, ha esordito in Coppa del Mondo il 3 dicembre 2014 a Östersund in individuale (88º) e ai Campionati mondiali a Kontiolahti 2015, classificandosi 53º nell'individuale, 86º nella sprint, 17º nella staffetta e 24º nella staffetta mista; il 5 dicembre 2015 ha conquistato a Östersund in sprint il miglior piazzamento individuale in Coppa del Mondo (33º), ai successivi Mondiali di Oslo 2016 è stato 77º nella sprint e 20º nella staffetta e a quelli di Hochfilzen 2017, sua ultima presenza iridata, si è classificato 63º nella sprint, 14º nella staffetta e 11º nella staffetta mista.
Ha ottenuto l'unico podio in Coppa del Mondo il 26 novembre 2017 a Östersund in staffetta mista individuale (3ª) e ai successivi XXIII Giochi olimpici invernali di Pyeongchang 2018, sua unica presenza olimpica, si è piazzato 61º nell'individuale, 85º nella sprint, 17º nella staffetta e 18º nella staffetta mista; ha preso per l'ultima volta il via in Coppa del Mondo il 15 dicembre 2019 a Hochfilzen in staffetta (24º) e si è ritirato all'inizio della stagione 2021-2022: la sua ultima gara in carriera è stata l'individuale di IBU Cup disputata il 16 dicembre a Obertilliach, chiusa da Braun al 77º posto.

## Palmarès

### Coppa del Mondo
- Miglior piazzamento in classifica generale: 95º nel 2016
- 1 podio (a squadre):
  - 1 terzo posto